# スターソルジャー
『スターソルジャー』 (STAR SOLDIER) は、ハドソンが1986年6月13日に発売したファミリーコンピュータ用ソフト。ジャンルは縦スクロールタイプのシューティングゲーム。
株式会社ハドソンは2012年にコナミデジタルエンタテインメント (KDE) に吸収合併され、以降KDEがシリーズの著作権を保有している。

## 概要
ハドソンが前年にファミコン用ソフトとして移植・発売した『スターフォース』（1985年）を基に、さらなる進化を遂げた作品として制作された。企画当初は「スターフォース」の続編として「スーパースターフォース」を謳っていたが、版元テクモの許可を取っていなかったため急遽改題されオリジナルタイトルとなった。ファミコンからPCエンジンにかけて、同社のシューティングゲーム「ソルジャー」シリーズを築く礎となった。
1986年に開催されたハドソン主催のイベント『第2回TDK全国ファミコンキャラバン』のスコアアタックコンテストに使用された。当時のファミコン人気・名人人気も手伝って、キャラバンは大成功を収めた。新水曜スペシャルでも特番が組まれている。以後、ハドソンの全国キャラバンゲーム大会は、1997年まで毎年開催されることとなる。また、このゲームでの毛利名人と高橋名人の対決を題材に描いた映画『GAME KING 高橋名人VS毛利名人 激突!大決戦』（1986年）が渡辺浩弐の企画のもと、山本又一朗プロデュースにてフィルムリンク・インターナショナルが制作、東宝が配給した。
2003年にファッションブランドのマーズ・シックスティーンがオフィシャルコラボTシャツをリリースした。
ファミコン版は2006年12月よりi-revoで、2007年7月3日よりWiiのバーチャルコンソールで配信されている。
パッケージに描かれている男性キャラクターの詳細は全く不明であり、シーザーのパイロットか否かはおろか、名前すら全く明かされていない。パッケージデザインを手がけた田村英樹本人ですら、設定を全く考慮せずデザイン、執筆したと公言しており、謎の人物となっている。なお、『ヘクター'87』の海外版『Starship Hector』のパッケージにも本作パッケージと同一のキャラクターが描かれているが、こちらも名前など一切設定が付けられていない。

## ゲーム内容

### システム
基本的には『スターフォース』のスタイルを踏襲した、地上の標的・空中の標的に対するショットの撃ち分けを行う必要のない、敵への撃ち込みを重視した縦スクロールシューティングゲームである。本作ではこれに様々な要素が追加されている。

### 難易度
約40種類（空中敵・地上敵合わせ）に及ぶ敵キャラクターは、耐久力が高い、幾何学的な軌道を描く、飛行速度が超高速、自機が攻撃できない死角から不意打ちを仕掛けてくる、敵弾を大量にばら撒く、弾が当たると自己複製する、など様々な特徴を持ち、ステージが進むにつれ、2種類以上の空中敵が同時に出現する複合攻撃を仕掛けてくる、誘導弾を放ってくる（ステージ13以降でバリア装着時のみ）、飛行速度が大幅にアップし、なおかつ飛行範囲が別の敵かと思うほど広がるなど、攻撃パターンにも変化が現れ、難易度は格段にアップする。
ただしボス戦では他の敵キャラクターが登場することが（表・裏、全ステージ問わず）一切無く、ボス登場時にはそれまで画面内に残っていた敵キャラは全て消滅する（敵弾は除く）。即ちボス戦では常にタイマン勝負ということになる。
全16ステージをクリアする（または隠しコマンドを入力する）と、裏ステージのプレイが可能になる。裏ステージでは、敵キャラクターの外観がグロテスクになものに変化するほか、1段階でもパワーアップすれば敵キャラクターが誘導弾を放ってくるなど全般的に難易度が上昇している。
発売当初の水準ではかなり高めの難易度であるが、キャラクターの出現パターンは固定であるため、プレイ回数を重ねること、また出現パターンに対応すべく攻略法を確立することにより、「まったく歯が立たない」事態に陥ることは比較的少ないといえる。また、中盤から後半に向けて、耐久性の高い地上敵が多数配置されているエリアが多くなり、空中敵に攻撃するための弾が地上敵に阻まれる場面が多数発生するため、どれだけ高速に連射できるかが難易度に大きく影響する。自動連射パッドや連射アイテム（後出）があると、難易度はかなり下がる。

### ステージ構成
全16ステージで構成され、各ステージとも宇宙空間とそこに浮かぶ要塞や陸地などの地形によって構成されている。大陸の裏側に潜り込むことができる箇所「トラップゾーン」が存在し、潜っている間は敵の攻撃を受けないが、代わりに自分から攻撃を行うこともできない。上手く使えば敵の攻撃を避ける手段になるが、タイミングを間違うと、地形が途切れた途端に敵と敵弾で溢れた画面へと放り出される羽目になる。なお潜るか潜らないかはこちらの意図しないタイミングで発生するものの、一方の脱出時は地形の途切れ目であるため、途切れ目に出ない限り敵や敵弾をやり過ごすことは可能。
各ステージは前半と後半のエリアに分かれており、両者の間には大陸の無い空間が広がっている。1ダウンした際はそのエリア（半ステージ）の最初まで戻される。つまりステージの後半で1ダウンしてしまうとステージ前半をやり直すことができないため、前半エリアにパワーカプセルの集中しているステージでは充分なパワーアップの無い状態でボスに挑まなければならなくなる。
各ステージの最後にはボスキャラクターのスターブレインが配置されており、これを倒すと次のステージに進む。また、ステージ4・8・12・16にはスターブレインの替わりに画面の大半を覆う巨大なボスキャラクターのビッグスターブレインが登場する。ボスキャラクターとの戦闘には時間制限があり、制限時間を過ぎるまでに破壊できないと逃げられ、そのステージの中間点まで戻される。ただし同じステージの2回目では制限時間を過ぎてもボスは逃げず、誘導弾を発射してくるようになる。あえて1回目をスルーして後半ステージをやりなおしたほうが、より多くのボーナスを狙うことができるという利点もある。
1・5・9・12ステージにて特殊な条件下で出現するワープアイテムを取ることにより、攻略中のステージの3ステージ先へとワープすることができる。16ステージで終了する仕様上、ワープで先へ進むことはそれだけスコアが稼げなくなるため、スコアアタックを行う場合は回避する必要がある。

## キャラクター

### シーザー
自機であるシーザーは、初期状態では前方に2発のビームを発射する。ステージ各所に出現するパワーカプセルを取ることで3段階にパワーアップできる。初期状態および、バリア状態における5方向と3方向を区別して、合計5段階と説明される場合もある。
ビームはそれぞれが独立して攻撃力を持っており、同じ敵に同時に2発当たってもきちんと2発分としてカウントされる。耐久力の高い敵を相手にする場合は前方に集中して撃てる3方向ビームの方が有利な局面もあり、フルパワーアップ状態から敢えて被弾をするという攻略方法もあり得る。なお、ラザロなどのように2キャラ分以上の幅を持つ敵の場合は、1キャラ分のパーツにまとめて当てないと2発としてカウントされない場合もある。

#### パワーカプセル
(P)の形状の地上物を破壊することで現れる「S」の字が書かれたパワーアップアイテムはパワーカプセルと呼ばれ、左右に動きながらゆっくり下方に移動する。ただし画面に1個までしか存在せず、新たなパワーカプセルを出現させると古いパワーカプセルは消える。
パワーカプセルを取ったときのパワーアップの共通点として、いかなる状態であっても取得時にシーザーが短時間（約1、2秒）赤く点滅した無敵状態になり、この状態時は敵や敵弾に触れてもやられない。またバリア装備中でもこの状態であれば被弾しても耐久値削減カウントは取られないので特に後半以降の誘導弾を掻き消す手段が有効となる。また、バリアが付いた状態でパワーカプセルを取ると即座に、通常では破壊不能な敵も含めて画面内にいる全ての敵を消滅させることができる。通常は消滅はできない敵弾は通常・誘導とも、取得時の赤く点滅状態を用いれば掻き消すことができる。
2方向ビーム（初期状態）
初期状態のシーザーは前述の通り前方に2発ずつビームを発射できる。移動速度が遅いうえ、ボタンを押したままでの自動連射も毎秒1発程度と無いに等しく、事実上自力で連射しなくてはならない。
2方向ビーム（パワーアップ後）
アイテムを1個取ると、シーザーの移動速度が向上し、ボタンを押したままでの連射ショットが可能になる。ただし、この連射は申し訳程度で、ゲーム中の様々な難関を切り抜けるためにはプレイヤーが連射を行わなければならない。前作スターフォースでのパーサーとの合体に相当する状態。
3方向ビーム
2個目を取ると、シーザーの形状及びビームの形状が変化し、前方に2発・後方に1発のビームを発射できるようになる。
バリア付き5方向ビーム
3個目を取ると、敵弾に5発まで耐えられるバリアを装備し、5方向への放射状のビームが発射できるようになる（前方1、斜め前方2、斜め後方2）。ただし、このバリアは敵弾には耐えうるが、敵の体当たりには効果がない。この状態にまでパワーアップを果たすと、途端にBGMが軽快なものへと変化する。
バリア付き3方向ビーム
バリア付き5方向の状態にて、赤く点滅状態以外で1回被弾をすると、ビームは3方向にパワーダウンする。3方向ビームにパワーダウンした状態では、5方向に再度パワーアップさせるためには残り4回被弾もしくは1ダウンし、一度バリアを外さなくてはならない。ただし、後述の「裏パワー」で復活させる場合はその限りではない。バリアが外れるとBGMも初期のものに戻る。またバリアが外れた瞬間も約2、3秒程度シーザーが赤く点滅した無敵状態となっているので連続被弾してやられることはない。

#### その他のパワーアップ
- ステージ開始直後や各ボス撃破瞬間から次ステージへ移動する間にもシーザーが赤く点滅した完全無敵状態となっている。なおボス撃破瞬間と同時にソープラー（グリアス）は消滅するが、敵弾は通常・誘導とも消滅しない。しかしこの時点で赤く点滅した完全無敵状態であるため被弾してもバリアの耐久値削減カウントは取られない。
- 何もない地上で、その下（トラップ）を通過することで出現する「裏パワー」（画面上では「P」の文字）を獲得すればバリアの有無に関わらずバリア付き5方向ビームになる。なお、裏パワーを獲得した後は、かなり長い時間無敵（赤く点滅）状態になる（約5、6秒）。
- 3面に登場する隠しアイテムを出現させることで「高橋名人の16連射」を装備することができる。ボタンを押したままでのフルオート連射が可能となり、敵キャラクターのラザロも合体前に楽々破壊することが可能になる。通常のパワーアップとは違い、ゲームオーバーまで有効。ただし3面にしか登場しないので取り逃がすと2度と取得できない。
- 6面に登場する隠しアイテムを出現させる、または隠しコマンドを入力することで「スーパーレーザー」を装備できる。敵を貫通する長い縦線で表現され、1本に付きビーム16発分の攻撃力を持つ。レーザーを装備した後は、セレクトボタンを押すことで通常のビーム攻撃と切り替えが可能になる。レーザー射出中に通常攻撃に切替えた場合は画面上のレーザーも一直線に並んだ通常弾に変化する。通常のパワーアップと違い、ゲームオーバーまで有効。ただしこちらも6面にしか登場しないので取り逃がすと2度と取得できない。
- シーザーは初期状態では3機で、使用中のシーザーを除く2機が画面上に残機表示される。スコアが50,000点、200,000点、500,000点に到達した時点で残機が1機追加される他、4・9・13ステージで特殊な条件で出現する1UPアイテムを取ることにより追加される。

### 敵機
同じ挙動のキャラクターでも裏面では色や形状が異なる。裏面のキャラクターについて別の名称が確認できる資料もあるため、カッコ内に併記する。

#### 空中物
メルス（ルイ）
いずれもイカの胴体部分ような形の赤い空中物。裏面のルイには触手のような部分もある。画面上方よりシーザーと逆側から出現し画面端で反転してジグザグに飛来する。速度はやや速いが1発で簡単に破壊できるため、最も難度の低いキャラの1つ。100点。
プリズン（アグモ）
円形の平たい本体にU字状の尾翼が伸びたような形をした黄色い敵。裏面では昆虫のような姿。必ず画面上方左側から飛来し、画面中央あたりまで高速で飛来し、放物線を描いて反転して去っていく。時々弾を撃つ。画面中央より下で待ち構えれば比較的簡単に倒せるが、終盤では速度が格段にアップし画面最下部まで下りてくるようになり、難敵となる。200点。
ソレル（コブラン）
ソレルはX字の形をした青い機械的な敵。裏面のコブランは四隅が球状のコブになった四角形の敵。画面上方より8機編隊で出現し、左（または右）→下→右（または左）→下→…と直角に方向転換し矩形波を描くように降りてくる。弾も放ち、やや厄介な敵。1発ビームが当たると軌道がリセットされ、その位置から再び新たな矩形波を描きながら降りてくる。2発目のビームが当たると画面上方に真っすぐ逃げていく。その間にもう1発ビームを当てると破壊できるため、合計3回ビームを当てなければ破壊できない。終盤には速度が大幅にアップし、飛行距離も3-4倍に増え、衝突の危険が格段に上がっていく。200点。
ジェラ（シドウ）
いずれも赤い昆虫の顔のような形をしたキャラで、裏面のシドウは頬を膨らませながら動く。画面後方、シーザーの逆側から高速で出現し、画面中央ほどの高さまで進んだ後、じりじりと自機に近づき、その後上方へ逃げていく。時折、弾を撃つこともある。1発で破壊可能。100点。
カルゴ（アグモ）
赤いカタツムリ（裏面ではオウムガイ）の形をした敵。画面上方より多数現れ、画面中央あたりで停止し多数の弾を撒き散らし、数秒で画面上方へと高速で撤収する。終盤は高速化し、画面最下部近くまで降下してくる。序盤は楽勝だが、終盤は難敵の典型である。1発で破壊可能。100点。
カディス（バリオ）
いずれも黄色い蝶のような形で、かならず画面前方、右側から出現し、正弦波の軌跡を描いてジグザグに画面下方に降りてきた後、画面上方へまっすぐ飛び去っていく。1発で破壊でき、弾も撃たないので危険は少ない。200点。
ステリア（ユッケル）
ステリアはオレンジ色の球が2つ連なった鉄アレイのような敵で、裏面のユッケルは泥人形の顔のような形になっている。画面上方よりゆっくりとシーザーめがけて寄って来て、トラップゾーンに隠れた後に出口付近に居られると非常に厄介となる。1発で破壊可能。100点。
リーデ（マッジ）
リーデは青い円形の敵。裏面のマッジは四方に球の付いた形状。画面上方から大量の編隊で飛来し、画面中央付近でクルクルと回転しながら弾を撃ち、ゆっくりと画面下方に消えていく。1発で破壊可能。300点。
ペンド（ドレル）
ペンドは青い昆虫の顔のような三角形のキャラで、裏面のドレルは大きな目玉を持つ機械のような形になる。画面前方からバラバラに飛来し、個体によって右下と左下に分かれて進路を変えて飛び去っていく。2方向、3方向の時には斜めに突っ込んでくる個体に衝突する危険性あり。稀に弾を撃つ。ペンドの出現後、ラザロが出現することが多い。1発で破壊可能。300点。
ヤール（カルビースト）
ヤールは赤いトンボ（裏面のカルビーストはハエ）のような形をしたキャラ。大量の編隊で画面上方、シーザーと左右同じ方向の特定の横座標から飛来し、降下途中で個体ごとに左下か右下に分かれて飛び去っていく。連射速度が速ければ簡単に倒せる。1発で破壊可能。200点。
テミス（グタン）
テミスは赤い昆虫のような弓状に羽根を伸ばした形のキャラで、裏面のグタンは木の葉のような形。画面前方、シーザーと逆側から出現しゆっくりとジグザグに降下するが、シーザーよりも下方にくると横方向への動きが急に大きくなる。デライラへ攻撃中のときなど、シーザーが断続的に後方に移動していくような状況ではタイミング悪く急加速したテミスとぶつかる危険があるものの、1発で破壊が可能で、序盤は弾も撃たない。100点。
ビーグ（バクトール）
いずれも赤い昆虫の顔のようなキャラで、画面上方より、横座標はバラバラに出現する。弾を当てるまではジグザグに三角波を描きながらゆっくりと漂って落ちてくるような動きだが、1発弾を当てると斜め上方に逃げていく。その間にもう1発着弾すると破壊できる。序盤から中盤辺りまでは特に気にも留めることのない敵だが敵弾を放ち、終盤になると恐ろしい速さで大量に飛来するため、最難関キャラの1つに変貌する。200点。
グハ（ラダ）
画面両側、中央の高さから超高速で中央に向けて突進したあと、スピードをやや落とし画面を突き抜けて逆方向から再度出現して画面下方へ斜めに消えていく。自機は横方向へは攻撃できないため、出現タイミングを覚えていないと不意を突かれて衝突する危険性がある。中盤以降は高速化し、軌道が若干変化する。1発で破壊可能。200点。
ルイド（シモン）
いずれも青い円盤型のキャラで、画面右上から4機編隊で出現する。弾を当てないとシーザーを一定時間しつこく追いかけてくるが、しばらくするとまっすぐ飛ぶようになって画面の上方か下方に消える。この性質を利用して最終的に真横方向に飛ぶように誘導することで、ステージのボスのところまで他の敵キャラを出現させないテクニックもある。4発弾を当てるとソープラー（グリアス）に変化する。0点。
ソープラー（グリアス）
いずれも赤い核が透明な泡に包まれたようなキャラで、破壊することができない（バリア装着時にパワーカプセルを取り、消すことはできる）。ゆっくりと正弦波の軌跡を描いて、画面下へ消えていく。ルイド（シモン）からの変化のほか、（ビッグ）スターブレインのコアから発射され、コアへの直接攻撃を防御する役割も兼ねる。ただし、（ビッグ）スターブレインから発射されるものは画面内に一体のみで二体以上が同時に発射されることは（表・裏、全ステージ問わず）一切無い。0点。
リアード（アルダ）
いずれも赤い円形の敵機で、画面上方、シーザーと逆側から編隊を組んで円弧を描きながら飛来し、いったん中央下方向の画面外に隠れ、すかさず分身を飛ばしてくる。分身は画面内を1周して去っていくが、この分身を破壊しなければ本体もそのまま現れない。分身が1周する際の半径は比較的小さいが、ビームを1発当てると分身が消えて画面下から本体が遅れて現れ（実質的には画面下にワープしたことになる）、分身よりも半径が大きな軌道を描き、もう1発当てると破壊できる。つまり、出現直後の画面下方に隠れる前に攻撃すれば1発で破壊できるがその後は分身を伴うため破壊には合計2発必要になり、稀に弾を発射してくる。200点。
メーバ（シュモ）
いずれも核を持つ白いアメーバ状の敵機で、メーバは六角形の花状、裏面のシュモは人魂のような形。画面上方、シーザーと逆側からゆっくりと出現し、画面中央あたりまで降りてくると、逆側にむけてゆっくりと通り過ぎてゆく。速度は遅い。1発で破壊可能。100点。
スラント（トリマー）
スラントは小さな流れ星が5つ集まったような形の茶色い敵。裏面のトリマーは大きな1個になり、視認しやすい輪郭を持つ。ファミコン史上最高速ともいわれる超高速な敵で、多数の編隊を組んで一気に飛来してくる。微妙な角度で突進してくるため、5方向ビームの死角に入って激突する場合もある。画面の左上、右上にいると当たらない場合が多い。しかし左上や右上に行く途中に衝突する危険性もある。1発で破壊可能。400点。
ドラク（トクリ）
ドラクは赤いザリガニ（裏面のトクリはイカ）に似た形の敵。最初の4機が右下から、後に次の4機が左下から、いずれもゆっくりと出現し、やがて急加速して画面中央下部に方向転換してきた後、短時間自機を追いかけ、画面上方へ逃げていく。ジェラと似た動きであるが、スピードの変化が大きいので意表を突かれて激突する可能性がある。300点。
ビータ（グライド）
いずれも薄褐色の円盤型をしたキャラで、画面の右上、右下、左上、左下から2機ずつ計8機飛来する。速度はあまり速くないが、独特の軌跡を描いて飛ぶため破壊しようと深追いすると衝突の危険がある。稀に弾を発射してくる。1発で破壊が可能。400点。
アトリス（ロンドル）
画面上方から高速で画面一杯の範囲でジグザグに降りてきた後、画面最下部近くで水平に移動しながら同じようなジグザグを描いて上方に逃げていく。飛行速度は速いが、1発で破壊できるので難易度は高くない。100点。
プリング（テク）
いずれも青白い鉄輪ダンベルのような形状の敵。名前どおりバネのような動きで左右に小ジャンプしながら降下してくる。弾を撃ってくるが、動きは遅いのでそれほど強くはない。1発で破壊できる。
パトラ（ミリア）
パトラは火の玉のような形のキャラで、裏面のミリアは生物的な姿。画面上方からバラバラと降りてきたあと、シーザーと同じ高さになると直角に動きを変え、横方向に追ってくる。8機現れるが、後半の4機だけは必ず左側の同じ座標から降りて来る。シーザーはいかなるパワーアップ形態の時にも真横に攻撃することができないため、油断すると衝突する。ステリアと同様、トラップゾーンに潜った後で出口付近にいられると厄介な敵である。400点。
レウス（マクマー）
いずれも赤い円形の敵。画面の右下または左下から現れ、上方へ大きな円弧を描いて反対側の隅へと去っていく。
エイク（クシャラ）
エイクは小さなエイのような姿の黄色いキャラで、オタマジャクシのように尾を跳ねている。裏面のクシャラは殻から3本の触手が後方に伸びたような形。必ず画面左下から現れ、縦一列に隊列を作った後、右上に高速で飛び去る。5方向ビームの際には真後ろに攻撃できないため、左下にいるとぶつかる可能性がある。300点。
テュラ（ザリア）
テュラは青い細胞のような形の敵。裏面のザリアは二枚貝やカスタネットのような形になる。画面上方斜め両端から集団で一気に現れ、すぐに放物線を描いて画面中央上方へ去っていく。
ディダ（グルッパ）
ディダは青い手裏剣型の敵で、裏面のグルッパは円形で四方に小さな玉が付いたような形。シーザーと反対側の斜め上方から斜め下にゆっくり下りてきたあと、素早く小さな円軌道を描き、再び斜めにゆっくり下りてくる。終盤には高速化し、円運動時の回転半径が大きくなる。
ルダン（ギルダ）
ルダンは白い花のような敵。裏面のギルダは円形。画面中央付近に集まってきて、楕円状に小さく動きながら少しずつ左にずれていく。
リューク（グラウド）
画面上方、中央からゆっくりと出現しながらシーザーを追いかけてくる敵。形状はビータ（グライド）とよく似ているが、回転している。プレイ中には見分けることは困難。ビームを当てると自己複製し、完全に破壊するにはかなりの弾を撃ち込む必要がある。終盤でルダンとの複合攻撃を仕掛け、敵弾も大量にばら撒くため難敵となる。100点。
バタフ（ジタバ）
バタフは赤い蝶のような敵で、裏面のジダバはハエのような昆虫形状。画面左上の隅から出現し、円弧を描いて画面中央上に逃げる。出現中にシーザーが反対側に移っても必ず一列になって現れる。終盤には高速化し、動きがやや大きくなる。
ラザロ（アズーマ）
ラザロは青白い人の顔形をしたキャラで、裏面のアズーマは目が1つで牙の生えた隆々とした顔つき。出現前に音楽が変わった後、4つのパーツが画面4隅から出現して合体し、弾を大量に撃って攻撃してくる。合体後は16発で破壊、1000点だが、合体前に16発で破壊すると80000点のボーナスになる。スコアアタックのラザロの項目を参照。合体してしまうと合体前に行った攻撃は無かったことになり、再び16発打ち込まないと倒せない。自発的に「音」を鳴らす敵は本作では珍しく、ラザロの合体音とスターブレイン系の逃走ワープ音のみである。
ジェリコ（メーダ）
いずれも通常のキャラ4個分のサイズの目玉の形をした敵。裏面のメーダには濃いまつ毛が生えている。画面上方から2個セットでゆっくりと降りてきて、画面中央付近で停止し、瞬きしながら大量の敵弾をばら撒き、しばらくすると上方へ逃げていく。破壊するためには片方の目玉の4分の1の同じ領域に16発のビームを当てなければならない。片方の破壊と同時にもう片方のジェリコも誘爆するが、2個同時に破壊しても特にボーナスにはならない。2000点。撃破時にそれ以外の敵も消滅する場合がある。
スターブレイン（ゾルダブレイン）
各ステージの最後に登場するボス。菱形を描くかのように斜め方向にゆっくり移動しながら画面中を漂うような動きをし、敵弾とソープラー（グリアス）を発射する。中央に位置する弱点に32発分のダメージを与えると破壊出来る。5000点。ステージ後半になるにつれ弾の発射間隔が激しくなっていく。
ビッグスターブレイン（メガゾルダブレイン）
4、8、12、16ステージに登場する巨大なボス。動きや攻撃はスターブレインと大差ないが、巨大さで威圧してくるため弾避けが難しくなる。4門の砲台をそれぞれビーム16発で撃破したあとでないと弱点にダメージを与えられない（砲台1つ5000点、本体5000点）。弱点には32発のビームを当てる必要があるので、撃破には最低でも合計96発を当てる必要がある。そのぶん、逃げるまでの時間はスターブレイン（ゾルダブレイン）よりも数倍長い。逃げた場合はそれまでに撃破した砲台も復活するので、砲台4つ分の計20000点を余計に稼ぐこともできる。上記同様、ステージ後半になるにつれ弾の発射間隔が激しくなっていく。タイトル画面の「STAR SOLDIER」のロゴ下にビッグスターブレイン（裏ステージではメガゾルダブレイン）が表示されている。

#### 地上物
アゾン（ダビデ）
アゾンは星のマーク（☆）が描かれた小さな地上物で、裏面のダビデでは六芒星になっている。ステージ随所で見られるほか、ステージ終盤のデライラの付近に十字架の形に多数配置されている。1発で破壊できる。100点。
グラディス（バット1986）
サイズはアゾンと同じで、グラディスにはヘビ、裏面のバット1986にはコウモリのような生物が描かれている。1発で破壊できる。100点。
ボルベス（アモン・デビル）
アゾンやグラディスの4個分の大きさの地上物で、ボルベスにはドラゴン、裏面のアモン・デビルには悪魔のような絵が描かれている。1発で破壊できる。200点。
ホーネル（ドンク・ジャキ）
ボルベスと同じ大きさで、ホーネルにはクジャクのような鳥、裏面のドンク・ジャキには死神のような絵が描かれている。1発で破壊できる。300点。
トルード（ドリー）
トルードはドクロのような形をした地上物で、口の開き具合が小さいもの（3発で破壊）から大きいもの（9発で破壊）まで4種類ある。裏面のドリーはサンゴやエノキタケのような姿で、こちらは枝の開き具合が変化する。得点はいずれも400点。ステージ1から横一列に配置されている他、中盤以降にはおびただしい数で集中的に配置されている箇所があり、ビームがトルードに阻まれて前方の空中敵に攻撃できない難所がいくつも登場する。
デライラ
大きな目玉の地上物で、裏ステージでも特に姿は変わらない。攻撃が当たる度に瞳孔が収縮、瞼が閉じてゆき、最後には爆発する。24発で破壊可能。2000点。ステージ終盤に必ず2個同時に配置されていて、2個同時に破壊するとボーナス80000点。そのほか、単独で配置されている場合も何箇所かある。スコアアタックの項を参照。

### スコアアタック
本作では高得点を出すための様々な要素が盛り込まれている。なお単純にスコアを稼ぐためには、あえて1回目の（ビッグ）スターブレインを逃がし、後半ステージをやりなおしたほうが有利になる。また、スコアを稼げるステージではあえて1ダウンしてやりなおすという戦略も生じる。ただしキャラバンルールのように時間制限を設ける場合は必ずしもその限りではなく、ボスを瞬殺したほうがより先のステージにあるボーナスを狙うことができる。
ゼグ
裏ステージでも特に姿は変わらない。8面と16面は7個、9面は5個、それ以外の各ステージに6個隠されている、アルファベットの"Z"の文字が描かれた地上物。特定のポイントにビームを4発撃ち込むと出現し、さらに4発撃ち込むと破壊できる。破壊する毎にボーナスを獲得でき、得点は500点→1,000点→4,000点→10,000点→40,000点→80,000点と上昇していく。
7個出現するステージでは、7個目も80,000点。
1ダウンやボスの逃亡で後半ステージをやり直した際は、ゼグのボーナスも500点からやりなおしとなる。この場合は最高で4000点、ゼグが7個設置されているステージでは10000点まで狙うことができる。
ラザロ（アズーマ）
前述の通り、巨大な人の顔の形をした敵空母で、緊迫感のある専用BGMとともに4つに分割された状態で画面の四隅に出現する。まず右上・左上の2つと右下・左下の2つがそれぞれ横方向に合体し、次にその2つが縦方向に合体する。1回目の合体後に、上側パーツの右半分もしくは左半分にビームを16発撃ち込むと80,000点のボーナスを獲得できる。『スターフォース』のラリオスに相当する敵キャラクターだが、ボーナスの獲得はラリオスのそれよりも難度が高い。
通常は1回目の合体後、2回目の合体までの間に上下のパーツの間に飛び込み、上側パーツを攻撃することで破壊を狙うが、上下の合体完了までの猶予は約1.4秒しか無いため、画面中央に陣取り合体軌道上で上側パーツを迎え撃つ正攻法では、少なくとも秒間13-14連射以上は出来なければならず、破壊に失敗した場合は上下パーツに挟まれて1ミスとなってしまう。そのため、2方向または3方向を用いて上側パーツの右半分もしくは左半分に前方に発射される2発を両方とも命中させることで、秒間8連射程度でも撃破を可能とする「秘孔撃ち」、3方向の後方弾を用いて安全なラザロの脳天側から撃ち込む「脳天撃ち」、5方向の斜め弾を用いて合体軌道の側面から撃破を狙う「側面撃ち」といった様々なテクニックが編み出された。ただし、秘孔撃ち以外の方法では1発ずつしか上側パーツに撃ち込めないため、正攻法に匹敵する高い連射力を会得するか、上側パーツの移動に合わせて自機を動かし、可能な限り近接して撃ち込み続けるという高度な技量が要求される。
合体前の4つのパーツについて、下側の2つのパーツは合体前に攻撃しても無意味だが、上側の2つのパーツについては合体前でも攻撃を受け付けることは当時の雑誌記事などでも説明されることがあった。これを言葉通りに捉えれば、最初の左右の合体前でも撃破できるかのように解釈できなくもなかったが、少なくとも4つのパーツが出現した直後の、合体動作を始める前の待機状態では攻撃しても撃破できる様子は無いため、現実問題としては上記のように左右のパーツが合体して以降を狙う必要がある。
いずれにせよ合体した瞬間にそれまでに行った攻撃は無かったことになるので、再び16発を撃ち込まなければ撃破できなくなる。
全16ステージという限られたプレーでより多くのラザロを出現させるためには、できるだけ素早く敵を全滅させたり、ボスの逃亡で後半ステージを多く戦ったりすることで敵出現のローテーションを進める、いわゆる「キャラ回し（早回し）」を行う必要がある。ただし地形によってはラザロと戦いにくい場所も少なくなく、またボスの出現と重なった場合は途中で消滅してしまうため、そうした場所を避けて出現させるためにあえて敵を全滅させるタイミングをずらす戦略も必要になる。
デライラ
前述の通り、各ステージ終盤に現れる巨大な目玉の形をした地上物で、画面の左右に1個ずつ配置されている。2個同時に破壊することで80,000点のボーナスを獲得できる（厳密には、片方のデライラ破壊で2000点、もう片方のデライラ破壊でボーナス80000点になり、計82000点が獲得できる）。通常、5方向の斜め左右ショットで同数の弾を当てて破壊するが、0.5秒程度のズレであれば同時とみなされるため、3方向や2方向でも獲得可能とされているが、神業的な技術と訓練が必要である。
8面と16面ではビッグスターブレインの登場直前に正三角形状に3個のデライラ(通称三つ目デライラ)が配置されており、3つ同時に撃破すると80,000点ボーナスが2回記録され、合計160,000点が獲得できる。しかし、少なくとも1990年代末から2000年代中盤頃までは理論上可能であっても3つ同時撃破は事実上不可能と見做されており、実際に同作発売当時の漫画作品である『ファミコンロッキー』では「三つ目デライラの同時撃破ボーナスは100万点」と創作されていた。三つ目デライラの同時撃破の成功は、日本国内では2007年のニコニコ動画におけるユーザー投稿の動画で著名となった。2011年のTASによるスコアアタックでもこのユーザーと同様の、底辺側左右のデライラを1つずつ撃破寸前の瞼を閉じた状態まで5方向で攻撃した後、レーザーで頂点側のデライラを攻撃しつつ、瞬時に5方向に切り替えて底辺側の2つも同時撃破する、という手法で同時撃破成功が確認されている。人間によるプレイでは前述の「ルイドの横方向移動を利用した敵出現タイミングの調整」を併用しなければ3個同時攻撃に持ち込むこと自体が極めて難しいとされていた。
ステージ後半に配置されているため、1回目の（ビッグ）スターブレインをやりすごすことで、再びボーナスを狙うことができる。
この他、特殊な条件で出現する隠しキャラクターを出すことでボーナスを獲得できる。これらは裏ステージでも特に姿は変わらない。『迷宮組曲 ミロンの大冒険』のミロン（40000点）、『チャレンジャー』のまっとうくじら（40000点）、本ゲームをプログラミングした野沢プログラマーの顔（このキャラクターのみ、出現させた後に破壊することで2000000点）等。
前述したファミコンキャラバンでは予選大会は2分間、決勝大会は5分間プレイしてその間のスコアを競った。1986年の「第二回全国キャラバン」の優勝スコアは99万点台で、2000年代以降は100万点以上の水準で記録が争われている。通常の敵の撃破と隠しキャラクター出現ボーナスの全取得だけでは97万点前後が限度とされており、これを超えるためには「5分間にラザロを2度撃破する」という非常に難度の高い条件の達成が要求された。本作は一定の順序(キャラクターテーブル)に従って敵編隊が出現するため、5分間でラザロを2回出すには「各敵編隊の出現順序と出現位置を正確に記憶した上で、編隊が画面内に現れると同時に全て撃破していく」ことでキャラクターテーブルを高速に進めていく必要があった。
本作が用いられた1986年の第二回キャラバンの特異な点は、参加者の連射技術の向上と「軍団」と呼ばれる団体参加者の台頭である。コントローラーは前年の第一回キャラバン(スターフォース)と同じく「ハドソンジョイスティック」が用いられ、ボタンを爪で擦るようにして連打する「擦り撃ち」の出現により連射速度で秒間20-25連射台を叩き出す参加者が大会の上位を席巻した。また、地域ごとに優秀なプレイヤーを選抜することで構成された「軍団」は、単身で複数大会に遠征することで知名度を高めた桜田名人の様な「名人」共々当時の子供達の間では有名人となり、当時の漫画作品である『熱血!ファミコン少年団』において実在の軍団構成者が実名で登場する等の影響を残した。
しかし、本作による手動連射技術の極限までの向上と、廃人プレイじみた練習により高得点を叩き出す有名参加者の台頭は、キャラバン地方大会の上位成績の固定化という問題に繋がることとなり、この反省からか翌87年の第三回キャラバン(ヘクター'87)では、本作と同時発売された最大16連射が可能な自動連射パッドである「ジョイカードMK.2」の大会への持ち込み使用を公式に認可し、各参加者の連射技術の均衡化が図られた他、88年の第四回キャラバンではこれまでの大会とは全く異なる、野球ゲーム(パワーリーグ)を用いた大会に変貌するといった迷走の末に、89年の第五回キャラバン(ガンヘッド)では自機の自動連射の標準化と、市販品とはステージ構成や敵出現パターンが異なるキャラバン大会専用の特別バージョンを使用するといった措置が採られるに至り、以降の大会の標準的な実施形態として定着した。

## 他機種版
| No. | タイトル                                                   | 発売日                                      | 対応機種                                 | 開発元   | 発売元   | メディア          | 型式          | 備考                                                                         | 出典                 |
| --- | ---------------------------------------------------------- | ------------------------------------------- | ---------------------------------------- | -------- | -------- | ----------------- | ------------- | ---------------------------------------------------------------------------- | -------------------- |
| 1   | スターソルジャー                                           | 1986年                                      | MSX                                      | ハドソン | ハドソン | BEE CARD          | BC-M8         |                                                                              |                      |
| 2   | キャラバン シューティングコレクション                      | 1995年7月7日                                | スーパーファミコン                       | ハドソン | ハドソン | ロムカセット      | SHVC-AS8J-JPN |                                                                              |                      |
| 3   | スターソルジャー                                           | 2001年1月26日                               | 503iシリーズ （iアプリ）                 | ハドソン | ハドソン | ダウンロード      | -             |                                                                              | [ 18 ] [ 19 ]        |
| 4   | スターソルジャー for Palm OS                               | 2001年11月22日                              | Palm OS                                  | ハドソン | ハドソン | 8センチCD-ROM     | -             |                                                                              | [ 20 ]               |
| 5   | ハドソンセレクションVol.2 スターソルジャー                 | 2003年11月10日                              | ニンテンドー ゲームキューブ              | ハドソン | ハドソン | 8センチ光ディスク | DOL-GJSJ-JPN  |                                                                              |                      |
| 6   | ハドソンセレクションVol.2 スターソルジャー                 | 2003年11月27日                              | PlayStation 2                            | ハドソン | ハドソン | CD-ROM            | SLPM-62350    |                                                                              | [ 21 ]               |
| 7   | ファミコンミニ Vol.10 スターソルジャー                     | 2004年2月14日                               | ゲームボーイアドバンス                   | ハドソン | 任天堂   | ロムカセット      | AGB-FSOJ-JPN  |                                                                              | [ 22 ]               |
| 8   | スターソルジャーspecial+                                   | 2004年3月2日                                | ボーダフォンライブ! （Vアプリ）          | ハドソン | ハドソン | ダウンロード      | -             |                                                                              | [ 23 ]               |
| 9   | スターソルジャー                                           | 2005年7月21日                               | PlayStation Portable                     | ハドソン | ハドソン | UMD               | ULJM-05026    |                                                                              | [ 24 ] [ 25 ]        |
| 10  | ボンバーマンランド3                                        | 2005年8月4日                                | PlayStation 2                            | ハドソン | ハドソン | CD-ROM            | SLPM-62643    | 携帯アプリ版の『スターソルジャー』と『スターソルジャー Special』を移植収録。 | [ 26 ] [ 27 ]        |
| 11  | ハドソンベストコレクションVol.5 シューティングコレクション | 2006年1月19日                               | ゲームボーイアドバンス                   | ハドソン | ハドソン | ロムカセット      | AGB-B75J-JPN  |                                                                              |                      |
| 12  | スターソルジャー                                           | 2006年12月7日                               | Windows (i-revo)                         | ハドソン | アイレボ | ダウンロード      | -             |                                                                              | [ 28 ]               |
| 13  | スターソルジャー                                           | 2007年2月22日                               | PlayStation Portable                     | ハドソン | ハドソン | UMD               | ULJM-05235    | 廉価版                                                                       |                      |
| 14  | スターソルジャー                                           | 2007年7月3日 2007年7月30日                  | Wii （バーチャルコンソール）             | ハドソン | ハドソン | ダウンロード      | -             |                                                                              | [ 29 ] [ 30 ]        |
| 15  | スターソルジャー復刻版                                     | 2008年10月6日                               | 903i、703iシリーズ （iアプリ）           | ハドソン | ハドソン | ダウンロード      | -             |                                                                              |                      |
| 16  | スターソルジャー                                           | 2012年11月14日 2013年8月15日 2013年10月24日 | ニンテンドー3DS （バーチャルコンソール） | ハドソン | KDE      | ダウンロード      | -             |                                                                              | [ 31 ] [ 32 ] [ 32 ] |
| 17  | スターソルジャーforGREE                                    | 2012年1月4日 2013年6月20日                  | iPhone iPod touch (iOS)                  | ハドソン | KDE      | ダウンロード      | -             |                                                                              | [ 33 ]               |
| 18  | ファミリーコンピュータ Nintendo Switch Online              | 2019年4月10日                               | Nintendo Switch                          | ハドソン | 任天堂   | ダウンロード      | -             |                                                                              |                      |

MSX版
- Bee Cardでリリースされたため、プレイするためには、BEE PACKが必要。媒体の容量こそ、FC版と同じく32KiBとなっているが、MSX版では、背景の星や、裏ステージ、隠しフィーチャーなどは削除されており、実容量は23KiBと小さくなっている。ハードウェアの制約を強く受けており、背景のスクロールの荒さ、グラフィックの差異、誘導弾の色が同一になるなどの形で露呈している。

スーパーファミコン版
- 1995年7月7日に発売された『キャラバン シューティングコレクション』に収録されている。
- 『スターフォース』、『ヘクター'87』と共に収録。ほぼファミコン版と同じ内容だが、BGMが効果音を出している時でも音切れせずに3和音を維持しているなど、ファミコン版とは異なる面もある。

iアプリ版
- 『スターソルジャー』
  - 2001年1月26日にスタートしたiアプリ向けのサービスとして、ゲーム情報サイト「着信☆アプリ♪」にラインナップされていた移植版。ただし、当時の携帯アプリの容量の関係でスコアアタックモードのみの移植となる。また、当時のNTTドコモが流していたiアプリのテレビCMには、女優の広末涼子がこのゲームを遊んでいる映像が使われていた[34]。
- 『スターソルジャー復刻版』
  - 2008年10月6日より「着☆あぷ♪ボンバーマン」で配信開始されたiアプリ（903i/703iシリーズ以降対応）。クラシックモードとアレンジモードの2つモードがあり、ファミコン版の仕様を完全再現したものと、グラフィックや音楽などを現代に合わせてリメイクしたものが遊べる。またワイド画面の携帯端末に対応しており、ステージ数やスコア、自機の強さ、取得したボーナスなどが表示され、より見やすい画面でプレイが可能。

Palm OS版
- 2001年11月22日、Palm OS搭載のPDA向きに発売された。Palmのボタン配列の都合上、ショットはオートだった。

PlayStation BB版
- プレイステーション2の周辺機器PlayStation BB Unit用（2003年6月12日店頭販売開始）のサービスであるハドソンチャンネルにて、「鮫亀」「ナッツ&ミルク」等のゲームと共に、オンラインで無償でプレイすることが可能であった（2007年9月3日サービス終了）。移植に際して、背景が書き加えられていたり、サウンドや画像の細部の表現が向上していたりと一部に変更が加えられている。

ニンテンドーゲームキューブ・PlayStation 2版
- 2003年11月27日に『ハドソンセレクションVol.2』として発売。
- アシスト連射（2Pコントローラーで連射を手助けできる機能）、ゲージをためることで発動できる強力な攻撃ブラスターなどの新システムが追加されたアレンジ版。ストーリーも（オリジナル版で）壊滅しきれていなかったブレイン軍を壊滅させるというオリジナル版以後の時代設定となっている。

ゲームボーイアドバンス版
- 『ファミコンミニ スターソルジャー』
  - 2004年2月14日に発売されたゲームボーイアドバンス用ソフト。ファミリーコンピュータ20周年を記念したファミコンミニシリーズ第二弾のひとつ。
- 『ハドソンベストコレクションVol.5 シューティングコレクション』
  - 2006年1月19日発売のゲームボーイアドバンスソフト。
  - ファミコン版の復刻で、「スターフォース」「ヘクター'87」と共に収録。連射機能や連射測定のシュウォッチモードなどが追加されている。

Vアプリ版『スターソルジャーspecial+』
- Vアプリ（256KBアプリ）として2004年に配信されていたもの。ファミコン版の全16ステージがプレイできるノーマルモードの他に、2分間のスコアアタックのキャラバンモードを搭載。スコアはネットワーク経由で他のプレイヤーと競えるようになっていた。全ステージクリアでより難易度の高いハードモードなどもある。

PlayStation Portable版
- 2005年7月21日発売。GC・PS2版の移植だが、ゲームの画面アスペクト比が違うためPS2、GC版とは敵の配置などが調整されこれらとは多少異なる物となっている。
- PSP本体を縦に持ってプレイする。それぞれ特徴の異なる機体を4種類から選べるようになっていたり、PSPを縦に持っても手軽に攻撃できるように設定された自動連射機能などの追加要素もある。

A.CAESAR
GC・PS2版での自機。ショットはオリジナルのシーザーとほぼ同じで、ブラスターは自機の至近距離に強力な一撃を放つタイプ・スピアー。
ENIGMA
ショットは前方に集中し、ブラスターは自機の横から火炎放射を放つタイプ・バーナー。
RIJNDAEL
ショットは後方に集中し、ブラスターは自機の前方にレーザーを放つタイプ・レーザー。
QUANTUM
元々はブレイン軍の機体。使用条件は難易度ノーマル以上でステージ8のボスを倒さずにタイムアップで逃がすこと。機体の形状は通常時はステージ3のボス、パワーアップ時はステージ8のボスの本体部分が元になっている。
ショットは左右に集中し、ブラスターは自機の前方に放ち、着弾時の爆風で攻撃するタイプ・スプレッド。
Nintendo Switch版
- 『ファミリーコンピュータ Nintendo Switch Online』にて配信。通常版のほか、2019年5月15日に『スターソルジャー ステージ8必勝バージョン』という特別版も配信されている。

## 音楽

### サウンドトラック
- 『ハドソン・ゲーム・ミュージック』
1986年7月25日（LP、CT）および1986年8月25日（CD）、G.M.O.レコードより発売されたアルバムの一作品として収録。アレンジバージョンも収録されている。
- 『ファミコン 20TH アニバーサリー オリジナル・サウンド・トラックス VOL.2』
2004年3月24日、サイトロン・デジタルコンテンツより発売されたCD内の一作品として収録されている。

### その他
- 『スターソルジャー（アレンジ・バージョン）』
1986年8月25日、『ハドソン・ゲーム・ミュージック』収録のアレンジバージョンをシングルカット。

## スタッフ
- メイン・プログラム：野沢勝広
- サブ・プログラム：菊田昌昭（飛行敵キャラ担当）
- グラフィック：山本次行
- 音楽：国本剛章
- サウンド・プログラム：笹川敏幸

## その他
- 明治チョコスナック ハイスコア 高橋名人のスターソルジャーマル秘テクニック！

明治製菓より販売されていたハドソンとのコラボによる関連商品。チョコレートスナック菓子にスターソルジャー関連のカードが付属しているもの。発売当時に放映のTVCMには高橋名人が出演しスターソルジャーの映像も使われていた。

## 評価
| 項目 | キャラクタ | 音楽 | 操作性 | 熱中度 | お買得度 | オリジナリティ | 総合  |
| 得点 | 2.77       | 3.69 | 3.84   | 3.80   | 3.85     | 3.49           | 21.44 |

ゲーム誌『ファミリーコンピュータMagazine』の読者投票による「ゲーム通信簿」での評価は別記の通り21.44点（満30点）となっている。また、同雑誌1991年5月10日号特別付録の「ファミコンロムカセット オールカタログ」では、「スピード感満点のシューティング」と紹介されている。
ファミコン40周年「ファミコン国民投票」第2回「『ハイスコア』といえば?」では本作が1位を記録。

## ソルジャーシリーズの一覧
スターソルジャー（1986年6月13日 ファミリーコンピュータ）
本稿で説明。
スーパースターソルジャー（1990年7月6日 PCエンジン）
第6回キャラバン公式認定ソフト。スターソルジャーのストーリー上の続編。スコアアタックモードのBGMには、2分間モードにヘクター'87、5分間モードにスターソルジャーのサウンドがPCエンジンの音源でアレンジされ使用された。他社製シューティングへのオマージュが所々に見受けられ、自機の武装などのギミックはTATSUJINやイメージファイト、ステージ1のボスやステージ5のモチーフなどはグラディウスシリーズを彷彿させる。カネコ制作・開発、ハドソン販売。
ファイナルソルジャー（1991年7月5日 PCエンジン）
第7回キャラバン公式認定ソフト。ガンヘッド、スーパースターソルジャーのテーブル制（早く敵を全滅させると、それだけ早いタイミングで次の敵が現れる）から、配置制（早く敵を全滅させても、次の敵は規定の位置までスクロールしないと現れない）に変わったため、キャラバンモードでの技術差が得点差に現れにくくなっている。本作から、キャラクターのグラフィックが金属的な質感からプラスチックのような質感に変化している。ナウプロダクション開発、ハドソン販売。
ソルジャーブレイド（1992年7月10日 PCエンジン）
第8回キャラバン公式認定ソフト。爽快感重視だった前作までとは異なり、敵弾を吸収するオプションを用いた弾避けやパワーアップと直結しているため使いどころが重要なボムなど、戦略性重視の内容になっている。他の作品と比べると演出面が強化されており、ゲーム本編の各所には、トライゴンなど、当時他社のシューティングゲームで使われていた演出手法のオマージュが見受けられる。
スターソルジャー バニシングアース（1998年7月10日 NINTENDO 64）
高橋名人の監修、プロデュースによるスターソルジャー、スーパースターソルジャーの正統続編。だが、世界観はソルジャーブレイドのものを踏襲している。敵の弾をはね返すシステムが採用されている。Aleck64システム基板を使用したアーケード版も存在する。
スターソルジャーR（2008年3月25日 Wii）
Wiiのオンラインソフトウェア配信サービスWiiウェアで発売された新作。2分および5分のスコアアタックモードと連射速度測定モードのみ。ニンテンドーWi-Fiコネクションによるスコアランキングで、自分の世界・日本・地域（都道府県単位）の順位を確認することができる。ドルビープロロジックII対応。コントローラはWiiリモコン、ヌンチャク、クラシックコントローラに対応。

## 関連作品
スターフォース（1985年 ファミリーコンピュータ）
第1回キャラバン公式認定ソフト。テーカンのアーケード作品をハドソンが移植。
ヘクター'87（1987年 ファミリーコンピュータ）
第3回キャラバン公式認定ソフト。ゼビウスや沙羅曼蛇を意識した空中と地上を撃ち分けるゲームシステムと、縦スクロールと横スクロールが交互に繰り返されるステージ構成が特徴的。ショットのパワーアップが存在せずツインショットのみで、自機はライフゲージ制である。キャラバンシリーズでは、この作品より初めてスコアアタックモードが搭載された。難易度はキャラバンシリーズ随一。
ガンヘッド（1989年 PCエンジン）
第5回キャラバン公式認定ソフト。同名の映画のゲーム化だが原作とゲームの関わりは非常に薄い。パワーアップが多彩かつ派手で爽快感溢れる作品となっており、後続に大きな影響を及ぼした。製品版にはスコアアタックモードは非搭載。コンパイル制作、ハドソン販売。
海外版ではタイトル名が『ブレイジングレーザーズ（Blazing Lazers）』と変更され、版権の使用許諾期限が切れた後の国内配信版のタイトル名も海外版のタイトルに変更されている。
スターパロジャー（1992年 PCエンジン SUPER CD-ROM2）
スーパースターソルジャーのゲーム性を踏襲しながらも、ストーリーやキャラクター設定等、随所にデフォルメが施されているパロディ的作品で、コミカルなグラフィックや音楽が特徴。また、CDメディアの特性を生かし、ごく一部を除きほぼ全編CD-DA音源のBGM、声優を起用しての音声出力等、グレードアップが図られた。自機はパロシーザー、ボンバーマン、PCエンジンの3種類から選べる。スコアアタックモードでは、シリーズおなじみの音楽をシンセサイザーによってアレンジした曲が使われている。カネコ制作、ハドソン販売。
ドリームミックスTV ワールドファイターズ（2003年 プレイステーション2、ニンテンドーゲームキューブ）
ハドソン・コナミ・タカラのクロスオーバー作品の対戦アクションゲーム。『スターソルジャー』出典の隠しステージとして「浮遊大陸」が登場し、さらにステージのギミックとして専用BGMとともにラザロが出現することもある。
ソルジャーコレクション（2008年 PSP）
PCエンジンで出た「スーパースターソルジャー」「ファイナルソルジャー」「ソルジャーブレイド」「スターパロジャー」を収録。高橋名人監修の解説ムービーが追加されている。
バーチャルコンソールでは、「スターソルジャー」「Blazing Lazers（ガンヘッドの欧米版）」「スーパースターソルジャー」「ファイナルソルジャー」「ソルジャーブレイド」「スターパロジャー」が配信されている。ゲームアーカイブスでは、「スーパースターソルジャー」が配信されている。
スターソルジャー vs 怒首領蜂大往生 CARAVAN’06（2006年 iアプリ）
「着☆あぷ♪ボンバーマン」と「極上シューティング ゲーセン横丁」で両社が共同開発したゲームアプリとして2006年の6月12日から8月21日までの期間限定で配信。怒首領蜂大往生とスターソルジャー両方の自機が選べ、それぞれのステージや、合体したオリジナルステージが遊べる。また、オリジナルステージでは両作品のBGMメドレーが流れる仕様になっている。